# Bengálsko

Mapa Asie se zeleně vyznačeným Bengálskem

Bengálsko je název historické oblasti a etno-lingvistického regionu, který se rozprostírá na území Bangladéše a indického státu Západní Bengálsko.

## Geografická charakteristika

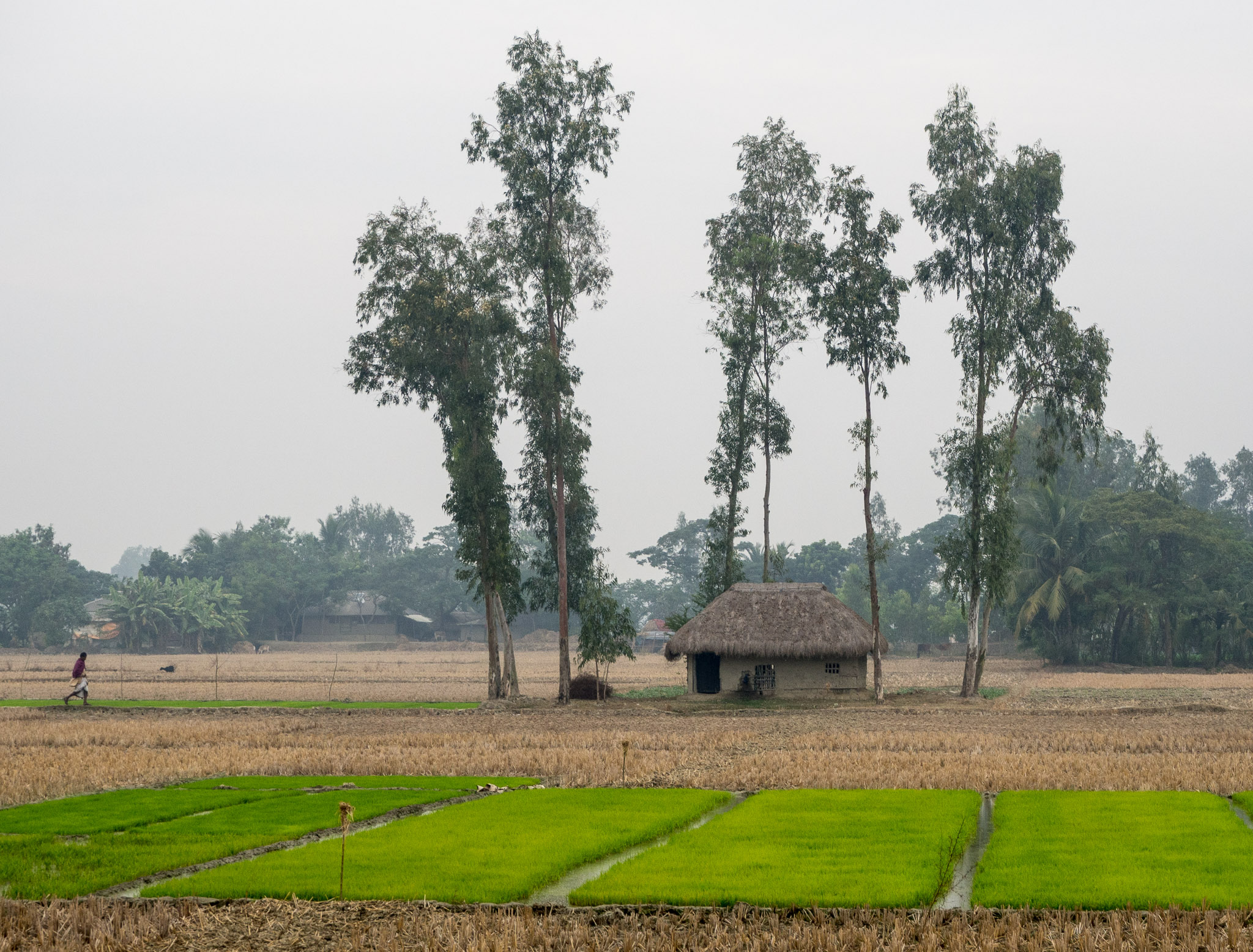
Krajina Západního Bengálska.

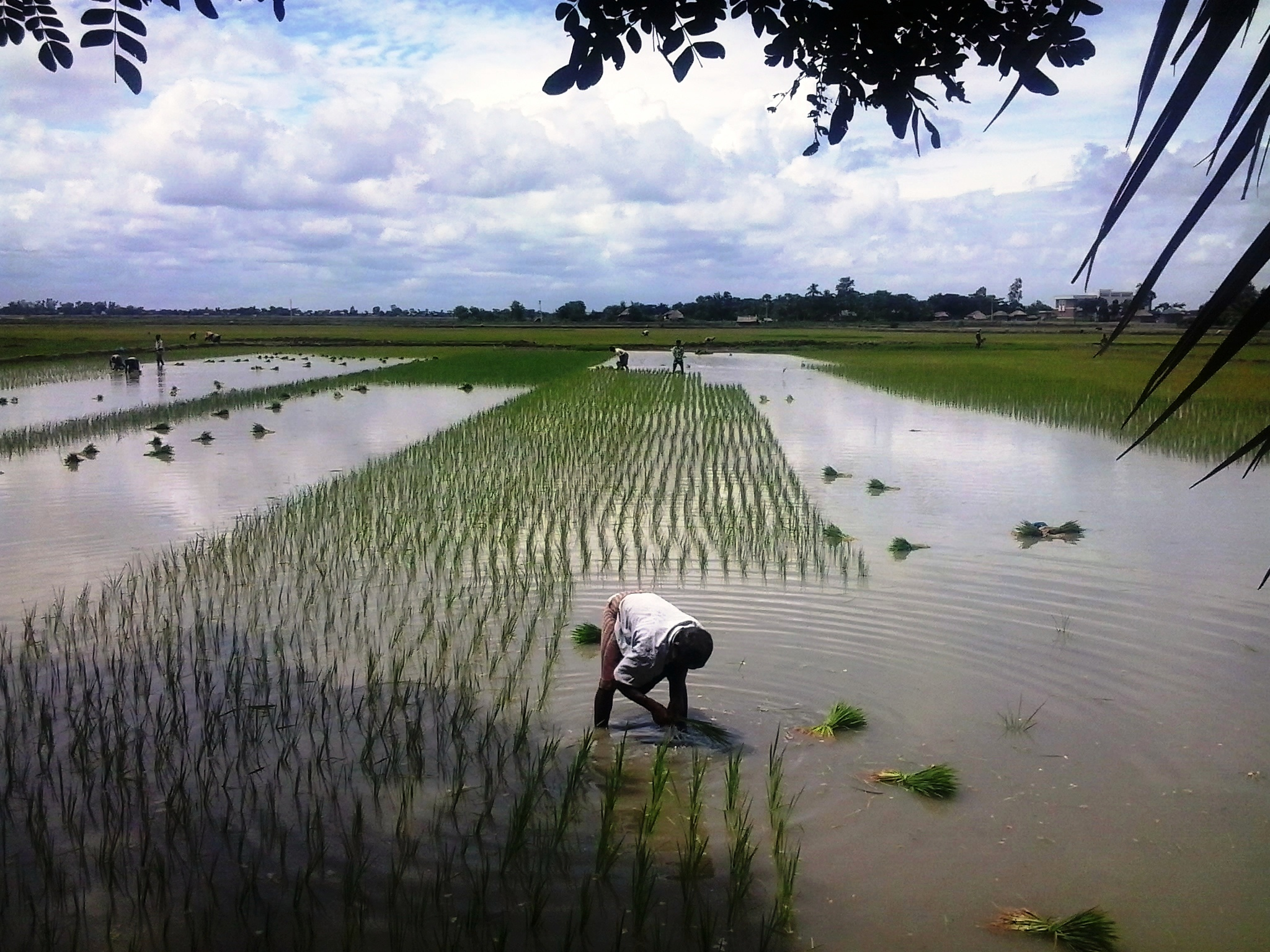
Práce na rýžovém poli v Bangladéši

Na severu je ohraničeno Himálají a zeměmi Nepálem, Bhútánem a indickým spolkovým státem Sikkim. Severovýchodní hranici tvoří řeka Brahmaputra a její výšiny. Na severozápadě se táhne přes severní planiny Bharigati až do Dvarbagy. Východní hranici tvoří pohoří Kasia, Džantia, Tripura a Catagrama. Na západě je území lemováno horskými lesy Ajamahalu, Saotla Pargana, Chotanagpur, Manabhuma, Dhalabhuma, Keodžar a Majurabhaja.
Toto území dnes zahrnuje region současných území indického Západního Bengálska a samostatného státu Bangladéš. Lidé těchto území jsou spojeni společným jazykem bengálštinou, společnou sociální strukturou, společným náboženským smícháním hinduismu a islámu a většinou společnou historií.

## Odlišné národnosti
- Pundrové
- Gaudové
- Radhové
- Sumhové
- Vajraové
- Tamraliptici
- Samatatanci
- Vaggaové

Tyto národy byly v polovině 6. století společně označovány jako Gaudové.

## Bengálci

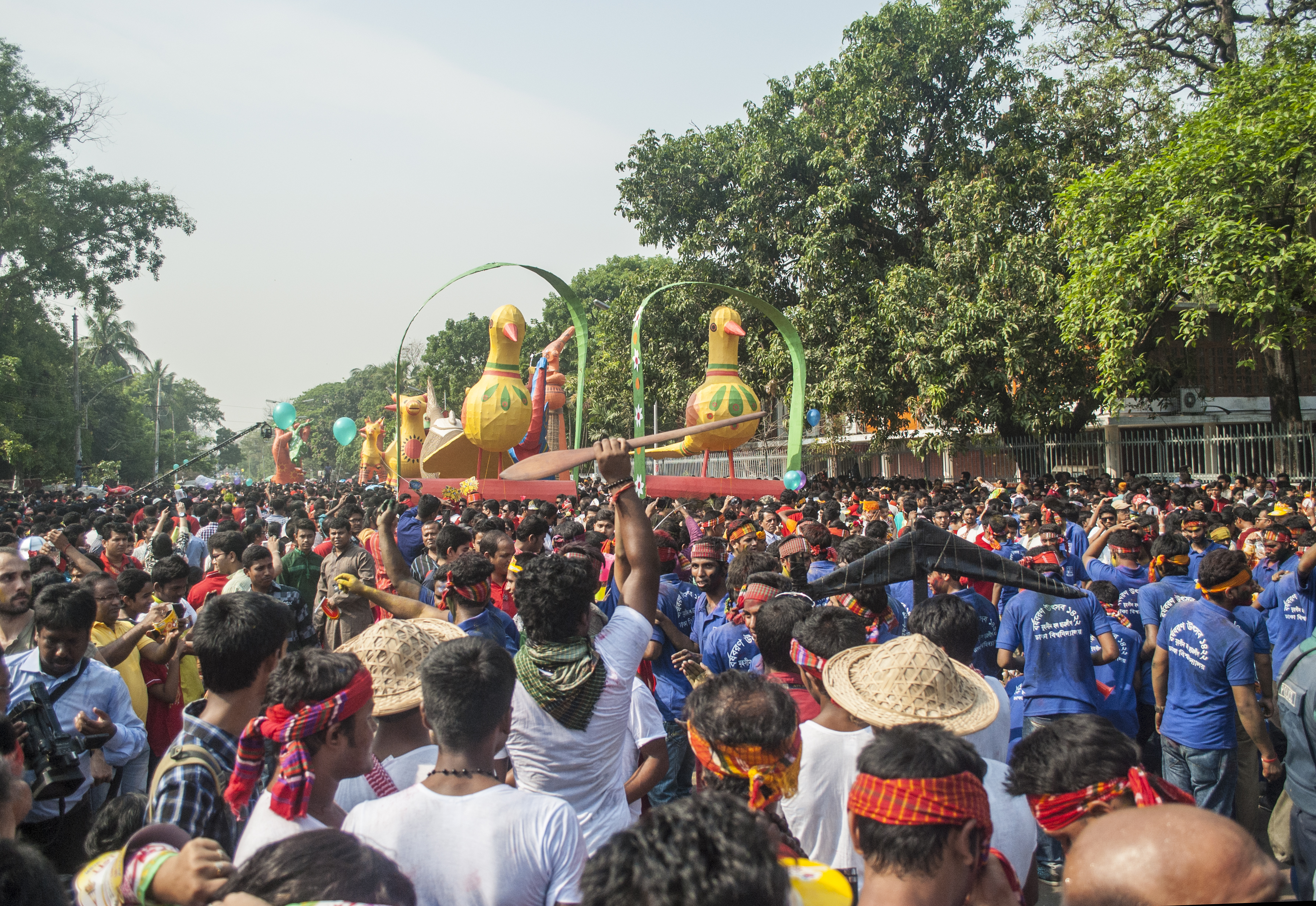
Bengálci při oslavě bengálského Nového roku 14. dubna 2015

Celkově jde asi o 207 000 000 lidí. Lidé mluvící bengálsky žijí kromě hlavních oblastí (Bangladéš, Indie) i v zemích jako Malawi, Spojené arabské emiráty, Velká Británie, USA, Saúdská Arábie, Singapur či Nepál. Jsou spojeni společným jazykem bengálštinou, společnou sociální strukturou a společným náboženským složením.
Kromě názvu Bengálci se můžeme setkat i s alternativami Banga-Bhasa, Bangala a Bangla.

## Historie

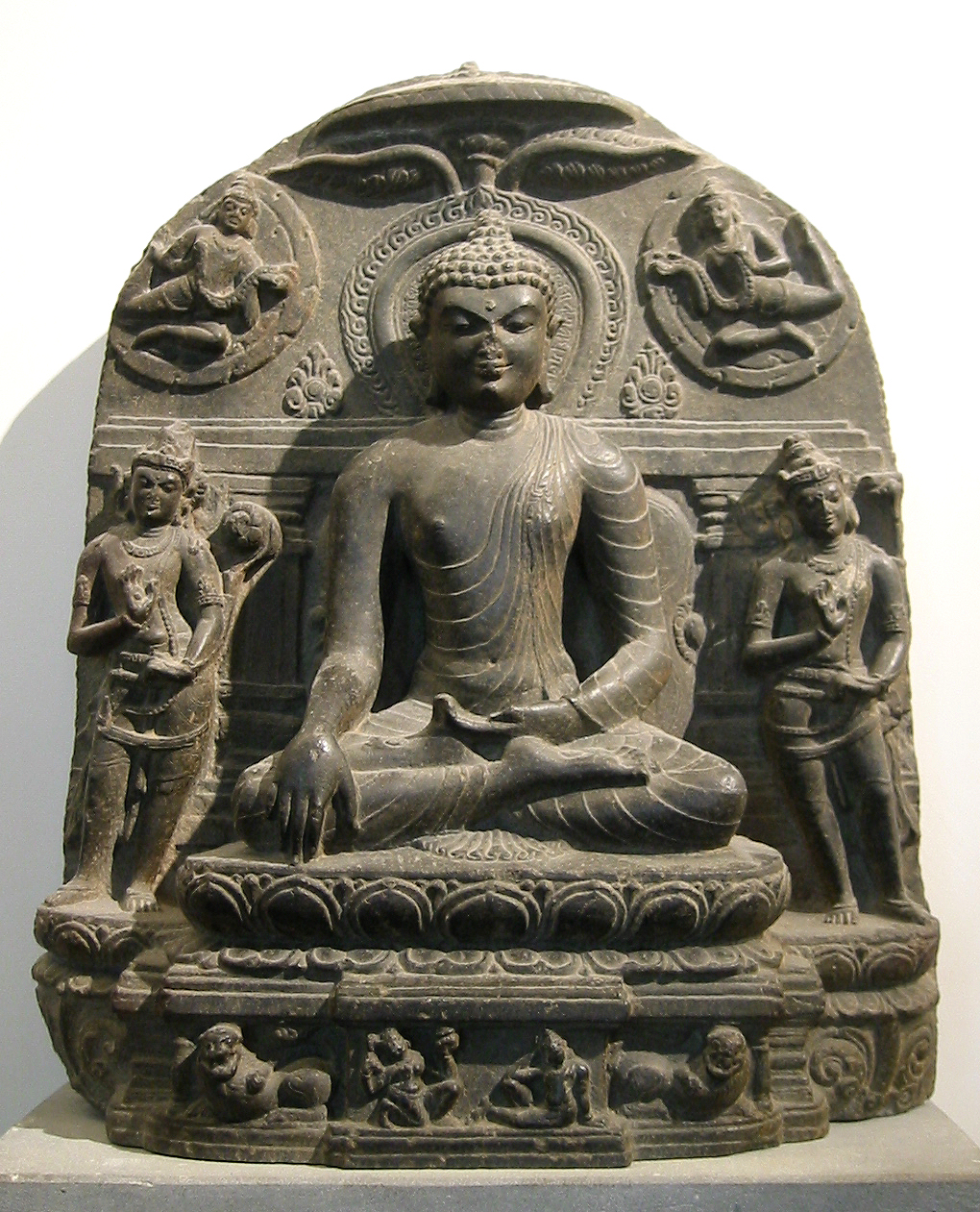
Buddha a bódhisattvové, 11. století

Je toho velmi málo známo o prehistorii Bengálska. Archeologické nálezy na tomto území podporují tvrzení, že na tomto území existovala zemědělská společnost od roku 1250 př. n. l.. Nicméně identita těchto lidí může být pouze odhadována z antropologického a lingvistického výzkumu. Historické členění Bengálska je obvykle prováděno do tří období. Období starověké, středověké a novověké (moderní).
Středověké období je obvykle v Bengálsku spojováno s obdobím muslimské dominace. Moderní období pak začíná příchodem Evropanů, zejména pak úpadkem Mughalské říše a nástupem Britů.
Během bengálského hladomoru v letech 1769–1772 zahynula na podvýživu až třetina obyvatel Bengálska. Hladomor v roce 1943, při kterém v Bengálsku zahynuly až tři miliony lidí, vyvolala japonská okupace Barmy a válečná politika britského premiéra Churchilla.

## Stručný přehled dějin
Období slávy
- Pre-1500 př. n. l. - 600 př. n. l. - Osídlení Bengálska
- 600 př. n. l. - 320 n. l. - Pobřežní expanze do jižní Indie, Srí Lanku a jihovýchodní Asie a počátek buddhismu nahrazuje hinduismus.

Období říší
- 320–500 - Období Guptovců. (Začlenění do severní Indie.)
- 500–750 - Chaos.
- 750–1200 - Buddhistické a vzdělávací centrum. Partnerská éra. (Expanze do severní Indie.)

Období temna
- 1200–1400 - Úpadek a zahraniční invaze.
- 1400–1600 - Rané islámské období.Faktorie nizozemské Východoindické společnosti v Bengálsku, 1665

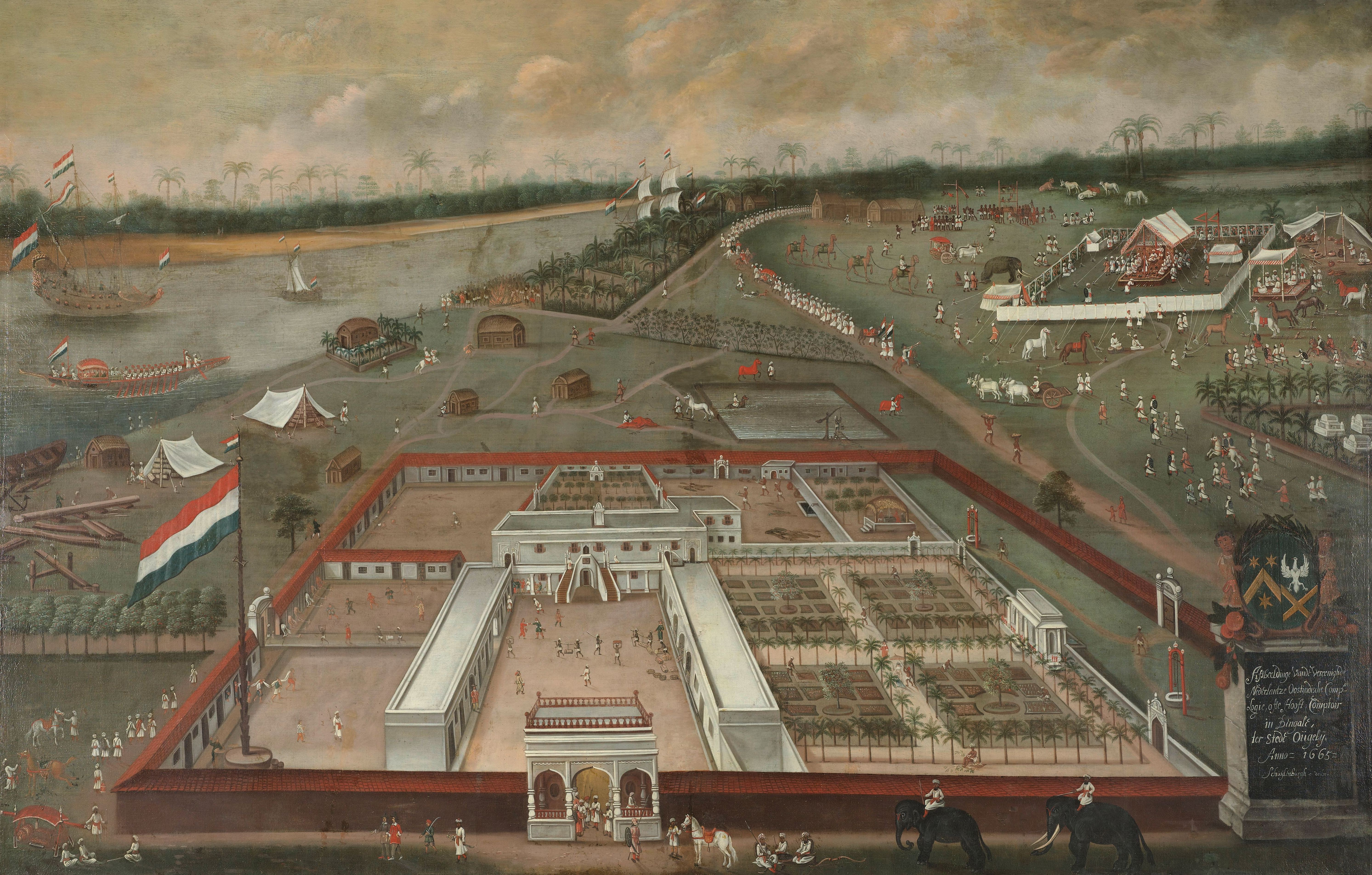
Faktorie nizozemské Východoindické společnosti v Bengálsku, 1665

- 1600–1800 - Mughalské období ale nezávislost.
- 1800–1900 - Britská krutá vláda, destrukce ekonomiky.

Období revolucí
- 1900–1947 - Protibritská revoluce, odlomení Bengálska (rozdělení a moci), dělení a nezávislost Indie.
- 1947–1952 - Vznik východního Pákistánu. Útisk, ničení kultury, jazykové hnutí.
- 1952–1971 - Poslední mrzačení bengálské ekonomiky a genocida v roce 1971, svoboda přichází po revoluci.
- 1971–2000 - Korupční vlády.